# 人道中国
人道中国是美国一个非营利组织，致力于为在中国因政治、社会、宗教等原因遭受不公平对待的受害者提供人道主义援助。

## 背景
在中国，政治犯即使在释放后，其本人和家属也经常遭到来自当局骚扰或威胁，政治犯的孩子有时会被剥夺入学机会，政治犯的就业机会也会遭到限制。
为了帮助正在服刑或已出狱的政治犯、活动人士及他们的家属，2004年，因六四事件而逃亡美国的学运人士周锋锁、赵京和徐刚，用自己的个人资金帮助中国国内的相关人士。2007年，人道中国组织在加利福尼亚州旧金山正式注册，组织类型为501(C)。

## 行动
截至2019年1月，人道中国共向中国政治犯、良心犯及其家属发放了超过100万美元的救助，救助人数超过1000人次。
人道中国组织成员均为义工，组织内没有任何行政费用，资金来自社会捐赠和组织成员捐赠。人道中国还与亚马逊公司旗下亚马逊微笑网站合作，购物者指定与“人道中国（Humanitarian China）”，亚马逊会将一定比例购物资金汇入人道中国账户。
人道中国救助的对象包括伊力哈木·土赫提的妻女、高瑜、赵常青家属、唐荆陵家属等。此外，在2019年反送中运动爆发后，资助对象也扩大至香港的抗争者。